# Гринд (остров)
Гринд (нидерл. Griend, з.-фриз. Gryn) — остров в Нидерландах в составе Западных Фризских островов, относится к общине Терсхеллинг. Расположен в 12 км к югу от острова Терсхеллинг. Управление Гриндом осуществляет организация «Natuurmonumenten». Площадь — 0,1 км².

## История
В Средние века остров был заселён, о чём свидетельствуют окружённое стеной поселение и монастырь. В результате непрерывной эрозии почвы, Гринд стал уменьшаться в размерах. В 1287 году поселение было почти полностью уничтожено в результате наводнения в день Святой Люсии. До XVIII века на острове жили несколько фермеров, которые построили свои дома на искусственных холмах. К 1800 году площадь Гринда сократилась до 0,25 км², и он перемещался на юго-восток со скоростью 7 метров в год. К этому времени все жители покинули остров, и с тех пор он использовался как пастбище для овец. Яйца чаек и крачек собирались для потребления.
В 1916 году право выпаса овец было выкуплено организацией Natuurmonumenten, которая пыталась помешать сбору яиц и сохранить колонии птиц. После строительства Афслёйтдейка эрозия возросла ещё больше. На сегодняшний день остров значительно меньше по размерам, нежели в средние века, и сильно сместился на юго-восток.
В настоящее время Гринд необитаем, за исключением орнитологов и биологов, которые поселяются на нём в летнее время. Для предотвращения полного исчезновения острова было предпринято строительство нескольких плотин, а также построена низкая дамба вдоль северной стороны в 1990 году.

## Фауна
Гринд является местом обитания крупнейшей колонии пестроносых крачек (Thalasseus sandvicensis). Каждый год на острове гнездятся около 10 тысяч пар. На нём также обитают речная крачка (Sterna hirundo), полярная крачка (Sterna paradisaea), обыкновенная гага (Somateria mollissima), пеганка (Tadorna tadorna), кулик-сорока (Haematopus ostralegus), травник (Tringa totanus), иногда прилетают болотные совы (Asio flammeus). Во время строительства дамбы остров был заселён европейской мышью (Apodemus sylvaticus).